# Broadcasters’ Audience Research Board
Die Broadcasters’ Audience Research Board (BARB) ist die Medienforschungsorganisation, die die Erhebung der Einschaltquoten für das Fernsehen in Großbritannien organisiert. Die Organisation mit Sitz in London wurde 1981 gegründet und ersetzte das frühere System von ITV ratings in Zusammenarbeit mit JICTAR (Joint Industry Committee for Television Audience Research) bzw. der sendereigenen Forschung der BBC. Die BARB ist im gemeinsamen Besitz von BBC, ITV, Channel 4, Channel 5, Sky und der Institute of Practitioners in Advertising (IPA). Testhaushalte haben ein Messgerät bei ihrem Fernsehapparat, das misst, welche Programme zu welchem Zeitpunkt gesehen wurden.

## Aufgabenbereich

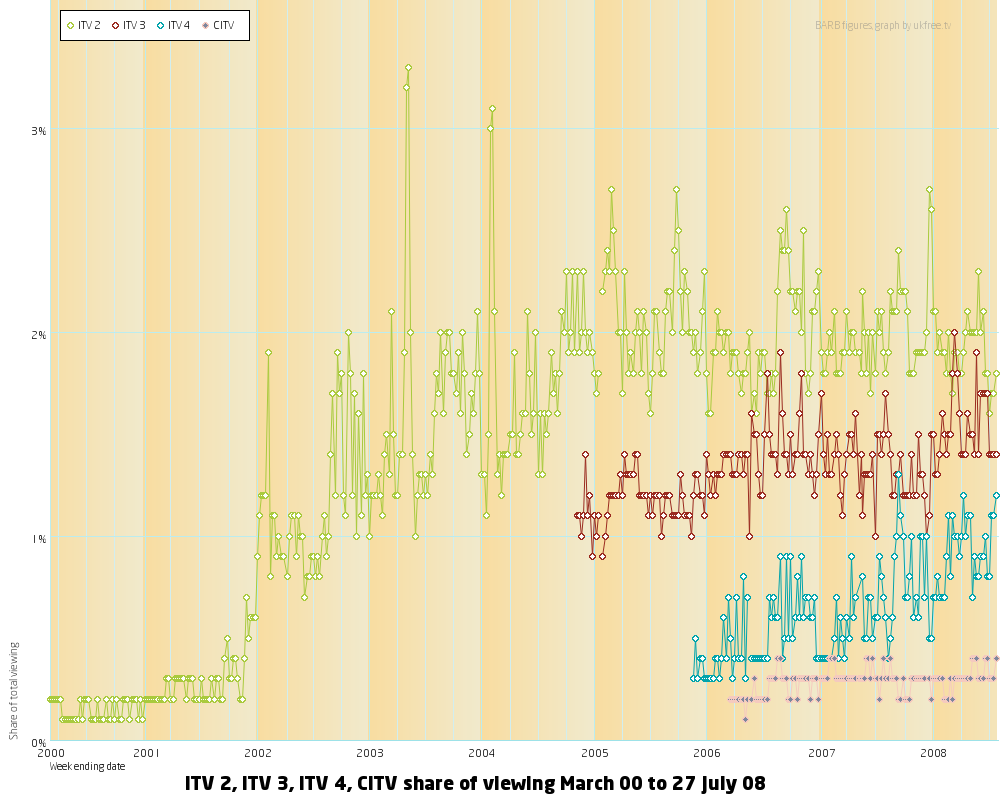
Datenbeispiel: ITV Digital Marktanteile 2000–2008

Derzeit (2015) hat die BARB rund 5.100 Testhaushalte, in denen über 12.000 teilnehmende Personen leben.
Bei einer TV-Gesamtbevölkerung von 59,028 Millionen in UK repräsentiert jeder Testseher in der Hochrechnung über 5.000 Personen. Die Messbox zeichnet exakt auf, welche Programme gesehen werden. Ein Panelist, der fernsieht, meldet sich mit einer Taste auf einer speziellen Fernsteuerung an und ab. Die Daten werden in der Nacht eingesammelt und als Overnight-Daten um ca. 9:30 Uhr am Folgetag den Fernsehsendern und der Werbeindustrie zur Verfügung gestellt. Eine Woche später werden die endgültigen Daten bereitgestellt. Sie sind eine Kombination von Overnight-Daten mit Time-Shift-Daten. Ursprünglich wurde bei den Time-Shift-Daten die Nutzung eine Woche nach der Aufzeichnung berücksichtigt. Seit dem 15. Dezember 2014 inkludiert die BARB 28 Tage Nutzung nach der Aufzeichnung.
Die BARB veröffentlicht unter anderem wöchentliche Top-10-Hitlisten, einen Wochenüberblick nach Sendern oder die Nutzung von Programmfeldern.

## Dienstleister
Die großen Forschungsaufträge der BARB sind an drei Marktforschungsunternehmen vergeben: an RSMB, Ipsos MORI und Kantar Media. Vertragslaufzeit ist Januar 2010 bis Ende 2015, mit Optionen für Vertragsverlängerungen.
Die Firma RSMB ist für das Erhebungsdesign, die Qualitätskontrolle und die Berechnungsmethodik verantwortlich. Ipsos MORI hat die Aufgabe, das Fernsehequipment der Bevölkerung in UK grundsätzlich zu erheben. Weiters akquiriert das Unternehmen neue Panelmitglieder. Kantar Media ist für die Einrichtung und Wartung des neuen BARB Fernseh-Panels verantwortlich. Kantar hat separate Verträge für Messgeräteinstallation, Datenerhebung, Verarbeitung und Auswertung.